# The Simpsons Archive
The Simpsons Archive (The Simpsonsarkivet), mer känt som snpp.com eller bara SNPP (namngivet efter Springfield Nuclear Power Plant), är en webbplats gjord av fans till den amerikanska tecknade komediserien The Simpsons. Den har varit online sedan 1994. Den sköts av många frivilliga (för närvarande cirka 60 personer) från bland annat nyhetsgruppen alt.tv.simpsons och forum relaterade till The Simpsons. Webbplatsen innehåller information om allt som har något med programmet att göra, från detaljerade guider till kommande avsnitt och merchandise till avsnittskapslar, (textfiler som dokumenterar stillbildsskämt), citat, scensammanfattningar, recensioner och liknande, vilket den blivit mycket känd för. För att försöka undvika FOX:s rättsavdelning efter en konflikt 1996, innehåller sajten inget multimedia eller interaktiva inslag, utan fokuserar helt på att dokumentera programmet genom textmaterial. I oktober 2005 hade sajten ungefär 1,2 miljoner besök i månaden.
Allt började 1994, när Gary Goldberg fick idén att samla all info om The Simpsons på internet, och med mycket hjälp från medlemmar av alt.tv.simpsons, bland annat Raymond Chen, som blev den förste att sammanställa avsnittskapslarna. Webbplatsen, som från början baserades på Widenerarkivet, skapat av Brendan Kehoe 1989, hade en ljusgul och svart design fram till 1998, då den förbättrades till den mer dämpade stil den har idag.

## Webbplatsens innehåll
- FAQs, guider och listor

Svar på vanliga frågor, listor över figurerna, information om merchandise, sändningshistoria, och, som namnet antyder, massor av listarkiv (som rollistan, listor över "soffskämt", "svarta tavlanskämt", sångtexter med mera).
- Kommande avsnitt

Guider till kommande avsnitt i länder som bland annat USA, Storbritannien, Australien, Nya Zeeland, Ryssland, samt uppgifter om avsnitt som är under produktion.
- Avsnittsguide

Sammanfattande avsnittsöversikter för varje avsnitt, inklusive gästroller och figurers första framträdanden.
- Avsnittskapsel

Antagligen webbplatsens mest kända del: omfattande textfiler som samlar citat och sammanfattning av scener, stillbildsskämt, recensioner, animationsfel och allt annat nödvändigt vetande. Kapslarna är för det mesta sammanställda från dokumentationer från alt.tv.simpsons. Avsnittskapslarna är en överenskommelse som sedan har förts över till många andra fansajter och nyhetsgrupper till TV-program, bland annat Matt Groenings andra serie, Futurama. För tillfället är den inte komplett (den innehåller alla avsnitt fram till säsong 13, men inget från de följande säsongerna).
- Diverse

En samling av både subjektiva och objektiva kopior av artiklar, intervjuer och liknande från vetenskapliga publiceringar, som relaterar till programmet, och som går tillbaka ända till 1987.
- Simpsons-L

Webbplatsens eget e-postbaserade diskussionsforum, med över 1 000 medlemmar. Denna lista kontrolleras av en moderator för att stoppa spam.
- Webblänkar

En omfattande lista över länkar till hundratals andra webbplatser om The Simpsons, från fansajter och figursajter till The Simpsons-arbetarnas egna webbplatser och officiella sajter.
- The Springfield Times

En nyhetsavdelning som tar upp all information om The Simpsons, händelser och nya produkter, samt två underavdelningar med DVD-nyheter och filmnyheter.
Utöver detta finns det en sökmotor och en About the Archive-sida där man kan kontakta vem som helst av de sajtansvariga och se vilka nya sidor och avsnittskapslar som lagts till den senaste tiden.

## Publicitet
The Simpsons Archive har tagits med i många olika publikationer, till exempel den brittiska tidningen WebUser 2002, där den kom på en tredje plats på listan "Top 100 TV Websites", samt en rad inofficiella böcker om The Simpsons som den analytiska Planet Simpson av Chris Turner och den brittiskbaserade avsnittsguiden Pocket Essentials: The Simpsons av Peter Mann och I Can't Believe It's A Bigger, Better Updated Unofficial Simpsons Guide av Warren Martyn och Adrian Wood. I Planet Simpson tackar Turner The Simpsons Archive, och påpekar att boken inte hade varit möjlig utan den.
The Simpsons skapare, Matt Groening, sade en gång i den argentinska nyhetstidningen La Nación: "Sometimes we have to look at fan sites to remember [what we have done before]: one of the best is www.snpp.com. I have no idea what those initials mean, but it has a lot of stuff. Though for them, every episode is the worst ever" ("Ibland måste vi se efter på fansajter för att komma ihåg [vad vi har gjort tidigare]: en av de bästa är snpp.com. Jag har ingen aning om vad dessa initialer står för, men den har massor av saker. Enligt dem är varje avsnitt det sämsta någonsin"). Recensioner från webbplatsens avsnittskapslar har också omnämnts av seriens arbetare på DVD-skivornas kommentatorspår.
År 2007 rankades den som nummer fem på Entertainment Weeklys lista över "25 essential fansites".